# Turistična agencija
Turistična agencija je podjetje, ki trguje s turističnimi aranžmaji in sorodnimi storitvami.

## Zgodovina
Mednarodni turistični slovar (Monte Carlo, 1961) opredeljuje turistično agencijo kot trgovsko podjetje, ki ima za poslovni predmet:
- preskrbeti vse storitve, ki se nanašajo na transport, gostinstvo ali turistične prireditve vseh vrst.
- organizirati po pavšalni ceni individualna ali kolektivna potovanja bodisi po programu ali po želji turista.

## Sodoben pomen
Danes je v veljavi definicija, ki turistično agencijo opredeljuje kot:
- turistična agencija je gospodarska organizacija, ki posluje po ekonomskih načelih.
- turistična agencija posreduje ali sama proizvaja vse turistične storitve, čeprav ni nujno, da bi bila v vsaka agencija dolžna prodajati vse vrste storitev. Turistične storitve pa so vezane v enaki meri na potovanje kot bivanje kraja zunaj standardnega bivališča.
- agencija je lahko čisti posrednik, ki le posreduje turistične storitve tretjih proizvajalcev in na trgu ne prodaja nobene storitve kot lastne. Lahko pa turistična agencija tudi sama proizvaja svoje lastne storitve, ki jih tudi na trgu nudi kot svoje. Poleg tega pa lahko agencija tudi iz vsojih lastnih storitev sestavi nov proizvod, ki ga kor svojega prodaja na trgu.